# Brandy Aniston
Brandy Aniston (Huntington Beach, 19 ottobre 1984) è un'attrice pornografica e regista statunitense.

## Biografia e carriera pornografica
Brandy Aniston è nata nella città costiera di Huntington Beach, in California, da una famiglia di origini armena e thailandese. Ha lavorato come spogliarellista nel Club Spearmint Rhino de Industry e, su suggerimento di alcune pornostar quali Jenna Jameson, Tera Patrick e Jessica Drake, ha deciso di entrare nell'industria pornografica, avendo come prima agente la collega Shy Love che le ha anche consigliato lo pseudonimo.
Nel 2014 ha vinto l'AVN come miglior attrice non protagonista per il suo ruolo della strega cattiva nel film Not the Wizard of Oz XXX. Nello stesso anno ha fatto il suo esordio alla regia per Brandy Aniston Is Fucked, film con cui ha vinto anche il premio AVN come Best BDSM Release. Ha diversi tatuaggi: la scritta "Carpe Diem" sulla parte bassa della schiena, una croce con la scritta "Cursed" sulla gamba sinistra, delle rose sulla spalla destra, la scritta "Must I go through hell / to get to heaven" sull'avambraccio destro e Hello Kitty su quello sinistro e una C sul polso sinistro.

## Vita privata
Si è sposata con il collega Barry Scott e i due hanno un figlio.

## Riconoscimenti
- AVN Award
  - 2013 – Unsung Starlet of the Year[8]
  - 2014 – Best Supporting Actress per Not the Wizard of Oz XXX[9]
- XBIZ Awards
  - 2013 – Best Scene - Parody Release per Star Wars XXX: A Porn Parody con Eve Laurence e Dick Chibbles[10]